# Amakusanthura californiensis
Amakusanthura californiensis är en kräftdjursart som först beskrevs av Schultz 1964.  Amakusanthura californiensis ingår i släktet Amakusanthura och familjen Anthuridae. Inga underarter finns listade i Catalogue of Life.